# FC Anker Wismar
FC Anker Wismar is een Duitse voetbalclub uit Wismar, Mecklenburg-Voor-Pommeren.

## Geschiedenis
De club werd in 1904 opgericht als FC Elite Wismar. In 1905 werd de naam gewijzigd in Wismarer FC 1905 en in 1909 in FC Germania 1904 Wismar. De club was aangesloten bij de Noord-Duitse voetbalbond en speelde vanaf 1923 in de competitie van Lübeck-Mecklenburg. Vanaf 1942 tot aan het einde van de Tweede Wereldoorlog speelde de club als TSV Wismar in de Gauliga Mecklenburg.
Na de oorlog werden alle Duitse voetbalclubs ontbonden en de club werd heropgericht als SG Wismar Süd. In 1949 werd de club kampioen van Mecklenburg na een overwinning op SG Schwerin. Hierdoor kreeg de club een startplaats in de nieuw opgerichte DDR-Oberliga. Om de club sterker te maken fuseerde de club met BSG Schiffreparatur en Deruta tot ZSG Anker Wismar. Samen met ZSG Altenburg eindigde de club op een degradatieplaats en moest een testwedstrijd spelen om het behoud, die Wismar verloor. Het volgende seizoen werd de naam BSG Anker Wismar en de club promoveerde terug naar de Oberliga en nam nu de naam BSG Motor Wismar aan. Ook nu moest de club na één seizoen weer een stap terugzetten.
Na drie seizoenen DDR-Liga zakte de club verder naar de derde klasse. In 1961 fuseerde de club met BSG Aufbau en BSG Einheit tot TSG Wismar. In 1964 promoveerde de club weer naar de DDR-Liga en werd hier een vaste waarde tot 1984. In 1972 werd de club kampioen maar kon in de eindronde niet doorstoten naar de hoogste klasse. Toen de DDR-Liga in 1984 van vijf naar twee reeksen ging werd Wismar een van de vele slachtoffers die degradeerden. De rest van het DDR-tijdperk speelde de club in de Bezirksliga Rostock.
Op 12 juni 1997 fuseerde Schifffahrt/Hafen Wismar met de club en zo werd de naam FC Anker Wismar aangenomen. In 2000/01 en van 2004 tot 2006 speelde de club in de Oberliga NOFV-Nord en opnieuw van 2010 tot 2013. In het seizoen 2014/2015 is de club weer kampioen geworden van de Verbandsliga en promoveert zodoende weer naar de Oberliga NOFV-Nord. In 2019 moet de club echter weer een stapje terug doen.